# Bombus rufocinctus
Espèce
Répartition géographique
Statut de conservation UICN

 LC  : Préoccupation mineure
Bombus rufocinctus est une espèce de bourdons que l'on trouve au nord du Mexique, dans tous les États-Unis et au sud du Canada et de l'Alaska.